# Nicholas Frankau
Nicholas Frankau (ur. 16 lipca 1954 w Stockporcie) – brytyjski aktor, występował w serialu ’Allo ’Allo!, w którym wcielił się w rolę angielskiego lotnika Carstairsa.
Swojego czasu mieszkał w Cambridge, gdzie pracował nad systemem operacyjnym Symbian. Był też nauczycielem w Londynie.

## Filmografia (wybór)
- 1980: Blakes 7 jako strażnik
- 1982-1992: ’Allo ’Allo! jako Carstairs
- 1986: Gunbus jako Ffolkes
- 1990: Sekretne życie Iana Fleminga jako Arthur
- 2007: Powrót ’Allo ’Allo! jako Carstairs (w materiałach archiwalnych)